# Burgundska grofija
Svobodna grofija Burgundija (francosko Franche Comté de Bourgogne, nemško Freigrafschaft Burgund) je bila srednjeveška grofija (982-1678) s sedežem v mestu Dole, predhodnica tradicionalne francoske province in kasnejše sodobne regije Franche-Comté. Pridevnik »svobodna« poudarja neposredno podrejenost nemškemu kralju oz. cesarju.

## Zgodovina grofije
Aubry I. (†okrog 943), zet upravitelja grofije Mâcon, se je po tastovi smrti proglasil za grofa Mâcona. Njegova sinova, Liétald II., († 958/61) in Humbert sta razširila oblast na ozemlje vzhodno od reke Saone (grofije Amous, Portois, Varais in Escuens), ki je kasneje tvorilo glavnino grofije Burgundije. Ozemlje je po ženski liniji prišlo v roke Otona Viljema (†1026), vnuka italijanskega kralja Berengarja II. iz Iverje. Oton Viljem je bil tudi posinovljenec burgundskega vojvode Henrika I. Velikega (ki je v vojvodini Burgundiji vladal v letih 965–1002) in bil s tem tudi pretendent za vladarja vojvodine Burgundije . A je francoski kralj Robert II. (Henrikov nečak) leta 1004 vojvodino vključil med kronska ozemlja. Otonu Viljemu je, poleg grofij Nevers in Macon, ki ju je posedoval že prej, ostala grofija Burgundija. Postal je prvi grof grofije Burgundije. Grofija Burgundija je ležala v Arleškem kraljestvu (oziroma kraljevini Burgundiji) in tako v Svetem rimskem cesarstvu (medtem ko je bila Vojvodina Burgundija del francoskega kraljestva). 

V času vladanja grofa Rainalda I. (†1057), sina Otona Viljema, je umrl (1032) zadnji arleški kralj iz dinastije Rudolfinov, Rudolf III., in Arelška kraljevina, kamor je grofija Burgundija spadala, je prišla v personalno unijo z nemškim kraljestvom. Prvi kralj-cesar, ki je postal burgundski kralj je bil Konrad II. Njegov naslednik, Henrik III., je mesto Besançon povzdignil v cesarsko mesto (izvzeto iz fevdalnega sistema) njenega nadškofa pa imenoval za nadkanclerja. Besancon je s tem dobil možnosti hitrejšega razvoja. Med znamenitimi možmi, ki izhajajo iz grofije, je vnuk Rainalda I., Guido (Guy), ki je leta 1119 postal papež Kalist II. in je s cesarjem Henrikom V. sklenil wormški konkordat (1122).
Po smrti grofa Rainalda III. (vladal 1102–1148) je grofijo podedovala njegova hči Beatrika (*~ 1140, †1184), ki se je leta 1156 poročila z nemškim kraljem in cesarjem Friderikom I. Barbarosso in bila tudi sama (1167) v Rimu kronana za cesarico. Leta 1169 je Friderik Barbarossa njeno grofijo ločil od kraljevine Burgundije in jo povzdignil v palatinsko grofijo s prestolnico v mestu Dole.
Grofija je v naslednjih stoletjih z dedovanji in ženitvami večkrat menjala vladajočo rodbino. V obdobju 1231-79 so ji npr. vladali Andeški, in sicer Oton II. Meranski (oziroma Oton III. Burgundski, †1248), ki je bil tudi istrski mejni grof, in za njim njegova sestra Adelajda (†1279), ki se je poročila v italijansko rodbino Ivrea. V 14. stoletju se je za grofijo uveljavilo poimenovanje »Svobodna grofija Burgundija«. 
Leta 1361 so grofijo med svoje dežele vključili flandrijski grofje. S poroko Margarete III. Flandrijske (†1405) (njena druga) s Filipom Drznim je prišla po smrti njegovega tasta (1384) grofija v posest burgundske veje francoske rodbine Valoijskih. Ta je matični kronski vojvodini Burgundiji dodala, poleg grofije Burgundije, še številne druge grofije in vojvodstva v Lotaringiji, Alzaciji, Luksemburgu in na Nizozemskem. Razvoj, ki je šel v smeri oblikovanja nove kraljevine Burgundije, je prekinila smrt zadnjega moškega iz te dinastične veje, Karla Drznega, ki je leta 1477 padel v boju pred Nancyjem.
Bratranec Karla Drznega, francoski kralj Ludvik XI., je nemudoma izkoristil priložnost in poleg mnogih Karlovih ozemelj, ki si jih je lastil, zavzel tudi grofijo Burgundijo. Odločno se mu je postavil po robu avstrijski prestolonaslednik Maksimilijan I., kasnejši cesar, ki se je poročil s Karlovo hčerko in dedinjo, Marijo Burgundsko. Čeprav so Francozi leta 1479 izgubili bitko pri kralju Guinegate, je Francija grofijo zadržala. Šele ko si je Ludvikov naslednik, Karel VIII., v pripravah na pohod v Italijo želel zavarovati hrbet, je leta 1493 z Maksimilijanom v Senlisu sklenil mir, s katerim je grofijo vrnil Marijenemu in Maksimilijanovemu sinu Filipu Lepemu. Leta 1506, ko je v Španiji zavladal Filipov sin Karel I. (kasnejši cesar Karel V.), je grofija pripadla Španiji. Grofija je bila za Španijo pomembna tudi vojaško, saj je skoznjo peljala pot iz severne Italije preko Alp na Nizozemsko, pot, po kateri so Španci dobivali italijanske in švicarske najemniške čete za boj proti republiki Nizozemski.
Grofija je bila pomembna tudi za Švicarje, zaradi trgovskih poti skoznjo, po katerih so uvažali kovine in predvsem zaradi soli iz rudnikov v Salins-les-Bainsu, ki so jo nujno potrebovali pri proizvodnji sira. Leta 1512 so Habsburžani  s Švicarsko konfederacijo sklenili pogodbo o nevtralnosti grofije, pri čemer so Švicarji prevzeli nalogo njene zaščite. Pogodbo so kasneje še večkrat obnovili. Vendar je bila zaradi prevelike odvisnosti od Francije in notranje verske razklanosti švicarska federacija prešibka, da bi grofijo vojaško zaščitila. Tuje vojske so grofijo večkrat plenile, zlasti v zaključni fazi tridesetletne vojne (1635-48). Leta 1668 jo je v devolucijski vojni zasedel vojskovodja Ludvika XIV., princ Condejski. S sporazumom v Aix-la-Chapelle so ob koncu vojne Francozi grofijo Špancem vrnili, a jo je junija 1674 Conde ponovno zasedel. Z mirovnim sporazumom v Nijmegenu (1678) je Francija grofijo dokončno anektirala, postala je francoska pokrajina Franche-Comté. Kralj Ludvik XIV. je naročil vojaškemu inženirju, maršalu de Vaubanu, da utrdi nekdanje cesarsko mesto Besançon, ki je postalo nova prestolnica pokrajine.
Leta 1790, po francoski revoluciji, je bila provinca razdeljena v departmane Jura, Doubs in Haute-Saône. Ti so skupaj tvorili francosko regijo Franche-Comté. Ta je bila 1. januarja 2016 združena s regijo Burgundijo v regijo Bourgogne-Franche-Comté.